# Московский Художественный академический театр имени М. Горького
Моско́вский худо́жественный академи́ческий теа́тр и́мени Макси́ма Го́рького (МХАТ имени Горького) — драматический театр в Москве, создан в 1987 году после разделения МХАТ СССР на два театра. Назван в честь русского писателя Максима Горького.
Президент — создатель, бывший художественный руководитель и экс-директор — народная артистка СССР Татьяна Васильевна Доронина. Директор — Владимир Абрамович Кехман.

## История
Театр был образован в 1987 году, после подписания министром культуры СССР Василием Захаровым приказа № 383, согласно которому МХАТ СССР официально разделился на два театра: МХАТ имени Максима Горького под руководством Татьяны Дорониной и МХАТ имени А. П. Чехова под управлением первого художественного руководителя Олега Ефремова. За «доронинским» МХАТом было оставлено официальное имя М. Горького, присвоенное театру в 1932 году, а «ефремовскому» в 1989 году было присвоено имя А. П. Чехова (см. МХАТ имени А. П. Чехова).
К расколу МХАТа в 1987 году привёл конфликт представлений о художественной деятельности, возникший в руководстве театра в 1970 году, после назначения Олега Ефремова на пост художественного руководителя МХАТ СССР.
МХАТ имени М. Горького, часто называемый «доронинский МХАТ» по имени актрисы, возглавившей новый театр, считался консервативным. В советское время МХАТ являлся режимным учреждением.
4 декабря 2018 года художественным руководителем театра назначен продюсер и театральный режиссёр Эдуард Бояков. Основатель театра Татьяна Доронина переведена на специально введённую должность президента театра.
Заместителем руководителя театра по творческой работе стал заслуженный артист РФ Сергей Пускепалис, а заместителем художественного руководителя по литературной части назначен писатель и публицист Захар Прилепин. 16 августа 2019 года Сергей Пускепалис покинул художественное руководство МХАТа имени М. Горького в связи с назначением на должность художественного руководителя Театра имени Волкова.
Исполнительным директором театра с 16 сентября 2019 года по февраль 2021 года являлась Татьяна Львовна Ярошевская. Затем временно исполняющим функции директора МХАТ имени М. Горького являлся Олег Станиславович Михайлов, вплоть до 27 октября 2021 года, когда генеральным директором театра был назначен Владимир Кехман.

## Здание
В 1972 году по предложению министра культуры Екатерины Фурцевой было построено новое здание театра. Главным архитектором проекта был Владимир Кубасов, также над проектом работали архитекторы Анатолий Моргулис, В. С. Ульяшов, инженеры А. П. Цикунов, Ю. С. Маневич, скульпторы А. В. Васнецов, Ю. Тургенев. Акустикой театра занимался инженер Арон Наумович Качерович.
Здание МХАТа в доме № 22 по Тверскому бульвару занимает почти целый квартал и сильно отличается от стоящих рядом двухэтажных домов XIX века. Главный фасад театра выложен коричнево-красным туфом и разделён на длинные горизонтальные полосы, изображая каменный театральный занавес. Выдвинутые вперёд металлические кронштейны и белая полоса балконов поддерживают фонари и барельефы, которые олицетворяют четырёх муз. Пилоны увенчаны композицией из фонарей. Широкая лестница ведёт с улицы к заглубленным входам. Общий стиль фасада напоминает скандинавский модерн.
Зрительный зал рассчитан на 1345 человек. Интерьер выполнен с использованием натуральных материалов: дерева, камня и бронзы, в коричневых и оливково-зелёных оттенках, которые создают таинственный полумрак. Весь зрительный зал, стены фойе, колонны и лифтовые двери облицованы деревом. Тёмно-зелёная венгерская геометрическая мебель сочетается с подсвеченными островками зелени. Люстры в виде сталагмитов и лестницы с подсвеченными поручнями визуально сглаживают переход из одного помещения в другое, скрывая асимметричность внутренней организации.

## МХАТ имени М. Горького 1987—2018
Новый МХАТ имени М. Горького открылся в 1987 году пьесой «На дне». Впоследствии в театре было поставлено более семидесяти спектаклей русского и зарубежного репертуара, и в первую очередь: «Зойкина квартира», «Белая гвардия», «Полоумный Журден», «Вишнёвый сад», «Васса Железнова» и другие.
В настоящее время на сцене МХАТа всё ещё играют пьесы, поставленные много лет тому назад: «Синяя птица», «Три сестры», «Тайна двери отеля Риган», «Её друзья», «Незримый друг», «Старая актриса на роль жены Достоевского», «Так и будет», «Банкрот» («Свои люди — сочтёмся»), «Дикарка», «Женитьба Белугина», «Не всё коту масленица», «Красавец мужчина» и другие.
МХАТ имени М. Горького никогда не принимает участие в фестивале «Золотая маска», в свою очередь критик Павел Руднев говорил, что театр не соответствует стандартам качества фестиваля и находится при Дорониной в чудовищном состоянии.
В 2007 году прошёл вечер-концерт «Похвала Русскому слову», посвящённый 70-летию великого русского писателя Валентина Распутина; спектакль-концерт «За нашу Русь!» («Похвала Русскому слову») (постановка Татьяны Дорониной); с новым спектаклем «Красавец мужчина» театр принял участие в VIII Международном театральном фестивале имени Ф. Г. Волкова в городе Ярославле.
В 2008 году состоялась премьера спектакля «Комедианты господина…» по пьесе «Кабала святош» Михаила Булгакова (постановка Татьяны Дорониной); прошёл бенефис старейшей народной артистки России, актрисы МХАТ имени М. Горького народной артистки России Любови Пушкарёвой; состоялся юбилейный вечер «МХАТ имени М. Горького — 110 лет» и концерт «Цхинвал, мы с тобой!»
В 2009 году состоялись премьеры трёх спектаклей: «Уличный охотник» Алексея Яковлева (постановка Татьяны Дорониной), «Мастер и Маргарита» Михаила Булгакова (постановка Валерия Беляковича), «Не всё коту масленица» Александра Островского (постановка Александра Дмитриева); прошли бенефисы заслуженного артиста России Бориса Бачурина и заслуженной артистки России Натальи Вихровой.
В 2010 году состоялись премьеры двух спектаклей: «Так и будет» Константина Симонова (постановка Татьяны Дорониной) и «Деньги для Марии» Валентина Распутина (постановка Александра Дмитриева); театр отпраздновал 150-летие со дня рождения Антона Чехова; прошёл вечер, посвящённый 100-летию Александра Твардовского; бенефис народной артистки РСФСР Маргариты Юрьевой.
В 2011 году состоялись премьеры трёх спектаклей: «Школа злословия» Ричарда Бринсли Шеридана (постановка Владимира Бейлиса), «Ромео и Джульетта» Уильяма Шекспира (постановка Валерия Беляковича), «Грибной царь» Юрия Полякова (постановка Александра Дмитриева); прошли бенефисы народного артиста России Геннадия Кочкожарова, заслуженной артистки РСФСР Генриэтты Ромодиной, заслуженного артиста России Андрея Погодина, народного артиста России Валентина Клементьева; со спектаклем «Зойкина квартира» театр принял участие в VIII Всероссийском фестивале «Актёры России — Михаилу Щепкину» в городе Белгороде.
В 2012 году состоялись премьеры четырёх спектаклей: «Любовь взаймы» Эриха Марии Ремарка (постановка Анатолия Семёнова), «Не хочу, чтобы ты выходила замуж за принца… (Тень)» по пьесе Евгения Шварца «Тень» (постановка Татьяны Дорониной), «Отчаянные влюблённые» Карло Гольдони (постановка Владимира Бейлиса), «Босоногий в Афинах» Максвелла Андерсона (постановка Юрия Горобца); прошли бенефисы народного артиста России Константина Градополова, народного артиста России Юрия Горобца, заслуженной артистки России Ларисы Жуковской, Ольги Дубовицкой.
В 2013 году состоялись премьеры пяти спектаклей: «Паутина» Агаты Кристи (постановка Анатолия Семёнова), «Пространство для любви» Владимира Янсюкевича (постановка Александра Дмитриева), «Банкрот» Александра Островского (постановка Виталия Иванова), «Дикарка» Александра Островского (постановка Татьяны Дорониной), «Рождество в доме Купьелло» Эдуардо Де Филиппо (постановка Александра Дмитриева); прошли бенефисы народного артиста России Анатолия Семёнова, Любови Мартыновой, народного артиста России Владимира Ровинского; спектакль «Не всё коту масленица» был показан в городах Зеленоград и Руза.
В 2014 году состоялись премьеры шести спектаклей: «Шоколадный солдатик» Бернарда Шоу (постановка Юрия Горобца), «Жорж Данден, или Сон одураченного мужа» Мольера (постановка Михаила Кабанова), «Такая любовь» Павла Когоута (постановка Анатолия Семёнова), «Как боги…» Юрия Полякова (постановка Татьяны Дорониной), «Провинциалка» Ивана Тургенева (постановка Александра Дмитриева) и «Гамлет» Уильяма Шекспира (постановка Валерия Беляковича) в честь 450-летия со дня рождения драматурга; спектакли «На дне» и «Грибной царь» были показаны на сцене Большого театра города Тяньцзинь (КНР).
В 2015 году состоялись премьеры четырёх спектаклей: «Домик на окраине» Алексея Арбузова (постановка Александра Дмитриева), «Мой бедный Марат» Алексея Арбузова (постановка Михаила Кабанова), «Отелло уездного города» по пьесе Александра Островского «Грех да беда на кого не живёт» (постановка Владимира Бейлиса), «Кроткая» Фёдора Достоевского (постановка Юрия Горобца); прошли бенефисы народной артистки РСФСР Маргариты Юрьевой, заслуженной артистки России Лидии Матасовой, народного артиста России Ивана Криворучко.
В 2016 году состоялись премьеры пяти спектаклей: «Укрощение строптивой» Уильяма Шекспира (постановка Валерия Беляковича), «Пигмалион» Бернарда Шоу (постановка Татьяны Дорониной), «Люти» Алексея Дударева (постановка Александра Дмитриева), «Таня» Алексея Арбузова (постановка Юрия Горобца), «Варвары» Максима Горького (постановка Владимира Бейлиса); прошёл бенефис заслуженной артистки РСФСР Генриэтты Ромодиной.
В 2017 году состоялись премьеры четырёх спектаклей: «Чудаки» Максима Горького (постановка Александра Дмитриева), «Студент» Александра Грибоедова (постановка Михаила Кабанова), «Особняк на Рублёвке (Золото партии)» по пьесе Юрия Полякова «Золото партии» (постановка Валентина Клементьева и Михаила Кабанова), «В поисках радости» Виктора Розова (постановка Александра Дмитриева); был восстановлен спектакль «Вишнёвый сад» Антона Чехова (постановка восстановлена Валентином Клементьевым и Михаилом Кабановым); прошёл бенефис народного артиста России Михаила Кабанова.
Спектакль «Люти» был сыгран в городе Егорьевске, спектакль «Чудаки» показали в Нижнем Новгороде в рамках VIII Российского театрального фестиваля имени Максима Горького, а спектакль «Студент» сыграли в Смоленском Камерном театре.
В 2018 году состоялись премьеры трёх спектаклей «Отцы и дети» Ивана Тургенева (постановка Александра Дмитриева), «Белая гвардия» Михаила Булгакова (постановка Татьяны Дорониной), «На всякого мудреца довольно простоты» Александра Островского (постановка Владимира Бейлиса); был восстановлен спектакль «Зойкина квартира» Михаила Булгакова (постановка восстановлена Валентином Клементьевым и Михаилом Кабановым); прошёл юбилейный вечер, посвящённый 150-летию со дня рождения великого русского писателя Максима Горького, а также юбилейный вечер, посвящённый 120-летию театра.
На сцене Академического театра драмы имени. В. Савина в городе Сыктывкаре сыграли спектакли: «Её друзья», «Мастер и Маргарита» и «Вишнёвый сад»; на сцене Дворца металлургов города Череповца были показаны спектакли «Мой бедный Марат», «Не всё коту масленица» и «Студент».
На малой сцене театра проходили экспериментальные спектакли. К 200-летию со дня рождения Александра Сергеевича Пушкина были представлены следующие спектакли: «Одна любовь души моей», «Без вины виноватые» Александра Островского, «Высотка» Юрия Харламова, «Контрольный выстрел» Юрия Полякова, комедийный триллер «Дверь в смежную комнату» Эйкбурна, «Годы странствий» Алексея Арбузова, «Прощание в июне» Александра Вампилова, «Русский водевиль».

## Современность
Репертуар театра пополнился постановками русской, советской и зарубежной классики («Лес» А. Островского, «Последний срок» В. Распутина, «Леди Гамильтон» Т. Реттигена), а также спектаклями по пьесе новой драмы («Некурортный роман» Е. Исаевой, «Лавр» Е. Водолазкина, «Нюрнбергский вальс» А. Звягинцева, «Красный Моцарт» Д. Минченка и др.)
В 2020 году МХАТ им М. Горького вошёл в первую пятерку театрального медиарейтинга.
Большая сцена
Премьеры 2019 года: «Последний герой» И. Крепостного (постановка Р.Маликова); «Сцены из супружеской жизни» И. Бергмана (постановка А. Кончаловского); «Последний срок» В. Распутина (постановка С. Пускепалиса); «Леди Гамильтон» Т. Реттигена (постановка Александра Дмитриева); «36 часов из жизни одинокого мужчины» Ю. Полякова (постановка А. Дмитриева); «Синяя птица» М. Метерлинка (историческая реконструкция Э. Боякова по реж. версии К. Станиславского); «Парикмахерша» С. Медведева (постановка Р. Маликова); «Снежная королева» Х. К. Андерсена (постановка Р. Сотириади).
Премьеры 2020 года: «Три сестры» А.Чехова (историческая реконструкция В. Клементьева по реж. версии Вл. Немировича-Данченко); «Золото» А. Адасинского (постановка А. Адасинского); «Некурортный роман» Е. Исаевой, Д. Ретрова, В. Забалуева, А. Гейжан, А. Шнейдера, И. Шипнигова (постановка Э. Боякова и С. Глазкова); «Красный Моцарт» Д. Минченка (постановка Р. Сотириади); «Холодное сердце» В. Гауфа, (инсценировка В. Щербинина постановка О. Невмержицкой); «Нюрнбергский вальс» А. Звягинцева (постановка Г. Шушчевичуте); «Лавр» Е. Водолазкина, А. Зензинова, Э. Боякова (постановка Э. Боякова); «Вишневый сад» А. Чехова (возобновление в декорациях В. Серебровского, постановка В. Клементьева).
Премьеры 2021 года: «Лес» А. Островского (постановка В. Крамера); «Бессмертные строки» Э. Боякова (постановка Э. Боякова) «Чудесный грузин» А. Назарова (постановка Р. Сотириади).
Малая сцена
Премьеры 2019 года: «История рыцаря», по мотивам сказки Е. Шварца «Дракон» А. Непомнящего (постановка А. Непомнящего); «Звёздная пыль» Н. Мошиной (постановка Греты Шушчевичуте); «Царский венец» Л. Бравицкой (постановка В. Клементьева).
Премьеры 2020 года: «Слово о полку Игореве» И. Ларина (постановка Игоря Ларина), «У премьер-министра мало друзей» С. Рыбаса (постановка А. Дмитриева).
Премьеры 2021 года: «Мифический муж и его собака» С. Десницкого (постановка С. Десницкого); «Петр и Феврония», по мотивам «Сказания о Петре и Февронии» Ермолая Еразма (инсценировка Е. Исаевой, постановка С. Глазкова); «На стриме» А. Звягинцева (постановка Д. Бекбаева).
Открытые сцены
В 2019 году МХАТ им. М. Горького запустил проект «Открытые сцены». На 14 площадках проходят разнообразные мероприятия. Среди них — «Фестиваль будущего театра», лекции, круглые столы, встречи, посвящённые историческим реконструкциям, философии театра, презентации книг и культурных проектов. На Третьей сцене (большой репетиционный зал) был проведен ряд театрализованных проектов. Среди них — «Сезон стихов», «Советской песни Атлантида». Фестивали «МХАТ.ТАНЦЫ», «МХАТ. МУЗЫКА», и др.
В фойе театра работает кафе, книжная и сувенирная лавки («МХАТ. КНИГИ», «МХАТ. МЕСТО», здесь проходят творческие встречи, презентации книг, выставки. Театр обзавёлся мультимедийными светодиодными экранами в фойе и на фасаде. Изменился фирменный стиль МХАТ им. М. Горького, выпущена сувенирная продукция.
В 2020 году театр запустил собственный телеканал «МХАТ ГОВОРИТ!». Среди проектов — серия интервью с известными деятелями культуры «ХУДРУК ОНЛАЙН», поэтический марафон стихов И. Бродского.
На базе МХАТ им. М. Горького проводятся занятия студентов актёрского факультета ГИТИС (мастерская В. В. Клементьева). Особенностью обучения является раннее погружение студентов в театральный процесс. Также в театре проводятся занятия «Новой Школы МХАТ» — проекта дополнительного образования на базе университета «Синергия».

### Конфликт внутри коллектива
В августе-октябре 2020 г. во МХАТ им. М. Горького была проведена комплексная проверка деятельности за 2019—2020 гг., в ходе которой были выявлены значительные нарушения, а материалы проверки переданы в Генеральную прокуратуру. 27 марта 2021 г. Министерством культуры было принято решение изменить Устав МХАТ им. М. Горького, лишив художественного руководителя Э. В. Боякова руководящих полномочий. Проверка Генпрокуратуры до настоящего времени не окончена, возможно возбуждение уголовного дела.
В июле 2021 года президент театра Татьяна Доронина опубликовала открытое письмо В. В. Путину с призывом уволить художественного руководителя МХАТ Эдуарда Боякова. Ранее артисты уже просили заменить Боякова на Доронину из-за снизившегося качества постановок.
Срочно надо изгнать торгашей из нашего Театра. Если нынешний непрофессиональный и бездарный худрук останется в Театре в качестве руководителя — от нашего горьковского МХАТа не останется даже и воспоминаний. Т. Доронина
Комментируя ситуацию, пресс-секретарь президента России Дмитрий Песков ответил, что обращение Т. В. Дорониной не было получено, о нём в Кремле узнали из СМИ. В любом случае, подобные вопросы лежат в сфере компетенции Минкульта, а не президента страны. В свою очередь, пресс-служба МХАТ им. М. Горького опубликовала открытое письмо от имени коллектива, где выражалась озабоченность тем, что народной артисткой СССР могут манипулировать в корыстных интересах. 
«В противном случае Татьяна Васильевна давно бы приехала в театр, который живёт в невероятном ритме премьер, гастролей, событий и мероприятий, и давно приступила бы к своим обязанностям президента театра» В. Мусина-Пушкина
27 октября 2021 года при назначении на должность директора театра В. Кехмана в Министерстве культуры подчеркнули необходимость налаживания трудовых взаимоотношений в коллективе, что и должно стать одним из основных приоритетов в деятельности нового директора.
1 ноября 2021 года художественный руководитель Эдуард Бояков покинул пост по собственному желанию.

## Сцены

### Основная сцена
На основной сцене МХАТа идут постановки по классическим произведениям русских и зарубежных классиков, а также постановки по пьесам современных драматургов. Здесь также проходят детские спектакли, премьеры. В настоящее время на основной сцене театра играют 30 спектаклей.
Репертуар
- «Бессмертные строки» (по стихам поэтов-участников Великой Отечественной войны и поэме Александра Твардовского «Василий Тёркин», постановка Эдуарда Боякова)
- «В поисках радости» (Виктор Розов, постановка Александра Дмитриева)
- «Вишнёвый сад» (Антон Чехов, постановка Сергея Данченко, реконструкция Валентина Клементьева)
- «Её друзья» (Виктор Розов, постановка Валерия Ускова)
- «Женщины Есенина» (Захар Прилепин, Елена Исаева, постановка Галина Полищук)
- «Зойкина квартира» (Михаил Булгаков, постановка Татьяны Дорониной, восстановление Валентина Клементьева и Михаила Кабанова)
- «Красавец мужчина» (Александр Островский, постановка Виталия Иванова)
- «Красный Моцарт» (Дмитрий Минчёнок, постановка Ренаты Сотириади). В 2023 году декорации спектакля «Красный Моцарт», являющиеся последней работой художника Бориса Краснова, были уничтожены и вывезены на утилизацию.
- «Лавр» (Евгений Водолазкин, постановка Эдуарда Боякова). В 2022 году декорации спектакля «Лавр», были уничтожены, сданы в металлолом и вывезены на утилизацию.
- «Леди Гамильтон» («Он завещал её нации») (Теренс Реттиген, постановка Александра Дмитриева)
- «Лес» (Александр Островский, постановка Виктора Крамера)
- «Мастер и Маргарита» (Михаил Булгаков, постановка Валерия Беляковича)
- «На всякого мудреца довольно простоты» (Александр Островский, постановка Владимира Бейлиса)
- «Некурортный роман» (Елена Исаева, Денис Ретров, Владимир Забалуев, Анна Гейжан, Алексей Шнейдер, Иван Шипнигов; постановка Эдуарда Боякова и Сергея Глазкова). В 2023 году декорации спектакля «Некурортный роман» были частично уничтожены и вывезены на утилизацию.
- «Нюрнбергский вальс» (Александр Звягинцев, постановка Греты Шушчевичуте)
- «Отцы и дети» (Иван Тургенев, постановка Александра Дмитриева)
- «Парикмахерша» (Сергей Медведев, постановка Руслана Маликова). Спектакль снят, декорации уничтожены в 2022 году.
- «Пигмалион» (Бернард Шоу, постановка Татьяны Дорониной)

Пиноккио (Карло Коллоди, Алексей Толстой, постановка Арины Мороз)
- «Пиноккио» (Карло Коллоди, Алексей Толстой; постановка Арины Мороз)
- «Полоумный Журден» (Михаил Булгаков, постановка Татьяны Дорониной)
- «Последний срок» (Валентин Распутин, постановка Сергея Пускепалиса[35])
- «Розовое платье» (Наталия Мошина, постановка Эдуарда Боякова). Спектакль снят с репертуара.
- «Ромео и Джульетта» (Уильям Шекспир, постановка Валерия Беляковича)
- «Синяя птица» (Морис Метерлинк; постановка Константина Станиславского, Леопольда Сулержицкого, Ивана Москвина; реконструкция Эдуард Бояков, Наталья Пирогова)
- «Снежная королева» (Ханс Кристиан Андерсен, постановка Ренаты Сотириади)[36]
- «Сцены из супружеской жизни» (Ингмар Бергман, постановка Андрея Кончаловского)
- «Три сестры» (Антон Чехов, постановка Владимира Немировича-Данченко, Нины Литовцевой, Иосифа Раевского; реконструкция Валентина Клементьева и Михаила Кабанова)
- «Укрощение строптивой» (Уильям Шекспир, постановка Валерия Беляковича)
- «Холодное сердце» (Вильгельм Гауф, постановка Сергея Харлова, реконструкция Олеси Невмержицкой)
- «Чудесный грузин» (Андрей Назаров, постановка Ренаты Сотириади)
- «Школа злословия» (Ричард Шеридан, постановка Владимира Бейлиса)

#### Готовится к постановке
- «Нежданно-негаданно» (по повести Валентина Распутина «Нежданно-Негаданно», постановка Галины Полищук)[37]
- «Золушка» (по пьесе Евгения Шварца), постановка Вячеслава Стародубцева

### Малая сцена
Малая сцена театра служит местом камерных спектаклей и экспериментальной площадкой для молодых режиссёров и драматургов. В настоящее время на малой сцене театра играют 10 спектаклей.
В 2022 году после смены руководства использование Малой и Третьей сцен театра было запрещено. В настоящее время помещение Малой сцены используется как склад, зрительские места уничтожены. Все спектакли Малой сцены сняты с репертуара.
Репертуар
- «Домик на окраине» (Алексей Арбузов, постановка Александра Дмитриева)
- «Звёздная пыль» (Наталия Мошина, постановка Греты Шушчевичуте)
- «История рыцаря» (инсценировка и постановка Антона Непомнящего)
- «Мифический муж и его собака» (инсценировка и постановка Сергея Десницкого)
- «На стриме» (Александр Звягинцев, постановка Дмитрия Бикбаева)
- «Не всё коту масленица» (Александр Островский, постановка Александра Дмитриева)
- «Пётр и Феврония» (Ермолай-Еразм, постановка Сергея Глазкова)
- «Слово о полку Игореве» (инсценировка и постановка Игоря Ларина) — Третья сцена
- «Таня» (Алексей Арбузов, постановка Юрия Горобца)
- «У премьер-министра мало друзей» (Святослав Рыбас, постановка Александра Дмитриева)
- «Царский венец» (Артемий Владимиров, постановка Валентина Клементьева)[36][38]

#### Готовится к постановке
- «Сказки в шатре» (по мотивам рассказов Михаила Пришвина, постановка Алисы Гребенщиковой)[39]

## Руководство
- Владимир Кехман — директор театра (с 28 октября 2021)
- Татьяна Доронина — создатель и президент театра, народная артистка СССР[40]
- Захар Прилепин — заместитель художественного руководителя (уволен с сентября 2022 г.)[41]
- Анжела Тушинская — заместитель художественного руководителя (уволена с ноября 2022 г.)
- Галина Ореханова (1939—2024) — заведующая литературной частью

## Труппа
По состоянию на ноябрь 2021 года в труппе театра — 91 артист.
Народные артисты России
- Кабанов Михаил Владимирович
- Кочкожаров Геннадий Николаевич
- Криворучко Иван Семёнович
- Ровинский Владимир Леонидович[40]

Заслуженные артисты России
- Бачурин Борис Александрович
- Габриэлян Сергей Эдуардович
- Галкин Сергей Викторович
- Дахненко Максим Аркадьевич
- Дмитриев Александр Иванович
- Жуковская Лариса Александровна
- Катышева Елена Владимировна
- Матасова Лидия Леонидовна
- Пирогова Наталья Юрьевна
- Погодин Андрей Серафимович
- Поппе Татьяна Георгиевна
- Ромодина Генриэтта Владимировна
- Рыжиков Иван Анатольевич
- Смехова Алика Вениаминовна
- Фадина Ирина Евгеньевна
- Шалковская Татьяна Геннадьевна[40]

Артисты
- Айсин Андрей Львович
- Алексеева Арина Алексеевна
- Ананьев Кирилл Алексеевич
- Андреев Герман Николаевич
- Архипова Ирина Александровна
- Ахмедов Наби Мусаевич
- Бирюков Алексей Юрьевич
- Бойцов Максим Вячеславович
- Болохов Юрий Евгеньевич
- Буйнаков Павел Вячеславович
- Вешкурцев Андрей Васильевич
- Гараджаев Эльдар Илдырым Оглы
- Голиков Андрей Борисович
- Голубина Лариса Дмитриевна
- Гребенщикова Алиса Борисовна
- Дружков Тимур Валерьевич
- Дубовицкая Ольга Николаевна
- Зайков Андрей Вячеславович
- Зайцев Кирилл Сергеевич
- Ивашина Тимофей Викторович
- Иобадзе Георгий Гочаевич
- Йеганэ Вера Александровна
- Кананыхин Евгений Константинович
- Карпенко Александр Юрьевич
- Карташов Григорий Сергеевич
- Кисличенко Анна Сергеевна
- Кисличенко Сергей Николаевич
- Кондратьева Екатерина Юрьевна
- Коновалов Юрий Юрьевич
- Корепин Дмитрий Викторович
- Коробейникова Елена Сергеевна
- Коротаев Николай Сергеевич
- Кравчук Андрей Александрович
- Кузнецова Лидия Васильевна
- Курач Станислав Юрьевич
- Ливанова Екатерина Владимировна
- Линдт Ирина Викторовна
- Маркина Надежда Константиновна[42]
- Мартынова Любовь Николаевна
- Медведева Наталья Николаевна
- Миронова Тамара Николаевна
- Моргунова Наталия Юрьевна
- Невгоденко Владимир Петрович
- Некипелова Лариса Вениаминовна
- Оя Артемий Юрьевич
- Пилия Дэвид Горгиевич
- Померанцев Никита Юрьевич
- Пробст Кристина Андреевна
- Ракович Юрий Александрович
- Рубеко Анастасия Сергеевна
- Сахаров Николай Юрьевич
- Сиворин Михаил Николаевич
- Смирнов Алексей Алексеевич
- Сотириади Матвей Александрович
- Сытник Станислав Семенович
- Таранов Дмитрий Владимирович
- Титов Роман Андреевич
- Удалов Александр Сергеевич
- Устинов Павел Геннадьевич
- Фёдоров Николай Александрович
- Халтурин Владимир Рувимович
- Хатников Александр Александрович
- Цветанович Олег Анатольевич
- Цымбал Эльвира Вадимовна
- Чайкина Альбина Сергеевна
- Черевко Екатерина Константиновна
- Шевелин Семён Андреевич
- Ширяев Александр Павлович
- Янко Мария Михайловна
- Янушевская Мария Андреевна[40]

### Комментарии
1. ↑  Доронина не переступала порога театра с 26 января 2019 года и труднодоступна для общения за пределами ограниченного круга лиц в коллективе театра, по сведениям обозревателя Би-би-си[32].

### Сноски
1. ↑  Приказ о назначении В. А. Кехмана директором МХАТа имени Горького. Дата обращения: 28 декабря 2021. Архивировано 28 декабря 2021 года.
2. ↑  Фёдор Раззаков. Богини советского кино. — М.: Litres, 2017. — С. 750.
3. ↑  Соловьёва, 1998, с. 154—158.
4. ↑  Вера Максимова. Театра радостные дни / Редактор: М. Е. Устинов. — М.: Дмитрий Буланин, 2006. — С. 207/431. — ISBN 5-86007-509-X, 9785860075092.
5. ↑  Крепостной театр Татьяны Дорониной Архивная копия от 3 сентября 2014 на Wayback Machine // Взгляд. — 2008. — 29 сентября.
6. ↑  Забелин А. А. Имя им легион: судьбы смолян, репрессированных в других республиках, краях, областях. — Смоленск: Изд-во Смоленского гуманитарного университета, 1998. — С. 44—46.
7. ↑  Эдуард Бояков назначен художественным руководителем МХАТа имени М. Горького. пресс-релиз. Министерство культуры РФ. 4 декабря 2018. Архивировано 8 января 2019. Дата обращения: 18 января 2019.
8. ↑  МХАТ имени М. Горького ещё не выбрал кандидатуру заместителя худрука после ухода Пускепалиса Архивная копия от 28 декабря 2019 на Wayback Machine // ТАСС. — 2019. — 16 августа.
9. ↑  Экс-начальница управления культуры Екатеринбурга уволилась из МХАТа. e1.ru - новости Екатеринбурга (17 февраля 2021). Дата обращения: 24 февраля 2023. Архивировано 24 февраля 2023 года.
10. ↑  Администрация театра. Татьяна Ярошевская. mxat-teatr.ru. Официальный сайт Московского художественного академического театра имени М. Горького. Дата обращения: 11 июня 2021. Архивировано 11 июня 2021 года.
11. ↑  Администрация театра. Олег Михайлов. mxat-teatr.ru. Официальный сайт Московского художественного академического театра имени М. Горького. Дата обращения: 31 марта 2021. Архивировано 17 апреля 2021 года.
12. ↑  Директором МХАТа имени Горького стал Владимир Кехман. Культура. Интерфакс (27 октября 2021). Дата обращения: 27 октября 2021. Архивировано 27 октября 2021 года.
13. 1 2  История создания театра. Официальный сайт Московского художественного академического театра имени М. Горького. Дата обращения: 23 октября 2017. Архивировано 22 октября 2017 года.
14. ↑  Здание МХАТа имени М. Горького. Описание. Культура.РФ. Дата обращения: 23 октября 2017. Архивировано 7 ноября 2017 года.
15. ↑  МХАТ (ныне МХАТ имени М. Горького). Здание театра. Портал культурного наследия России «Культура.РФ». Дата обращения: 23 октября 2017. Архивировано 18 мая 2017 года.
16. ↑  Московский художественный академический театр имени М. Горького (МХАТ). Тайна имени. Дата обращения: 23 октября 2017. Архивировано 8 октября 2017 года.
17. ↑  Известия, 2015, с. 7.
18. ↑  Все номинанты. АНО «Фестиваль „Золотая маска“». Дата обращения: 23 октября 2017. Архивировано 8 октября 2017 года.
19. ↑  «Сухой закон», Бузова и письмо Путину. Газета.Ru. Дата обращения: 24 февраля 2023. Архивировано 24 февраля 2023 года.
20. ↑  МХАТ имени М. Горького поставил «Гамлета» в честь 450-летия со дня рождения Шекспира Архивная копия от 19 января 2019 на Wayback Machine // ТАСС. — 2014. — 26 декабря.
21. ↑  МХАТ имени М. Горького поставил забытую пьесу Островского Архивная копия от 19 января 2019 на Wayback Machine // ТАСС. — 2015. — 27 октября.
22. ↑  МХАТ имени М. Горького представит премьеру комедии Шекспира «Укрощение строптивой» Архивная копия от 19 января 2019 на Wayback Machine // ТАСС. — 2015. — 5 декабря.
23. ↑  Интервью с художественным руководителем МХАТ имени М. Горького Т. В. Дорониной. Официальный сайт Московского художественного академического театра имени М. Горького (7 марта 2006). Дата обращения: 23 октября 2017. Архивировано 15 сентября 2017 года.
24. ↑  Театры: 2020 год. Медиалогия. Дата обращения: 6 июля 2021. Архивировано 16 июня 2021 года.
25. 1 2  Доронина обратилась к Путину с просьбой «изгнать» худрука МХАТа Архивная копия от 2 июля 2021 на Wayback Machine // Ведомости, 02.07.2021
26. 1 2  Доронина обратилась к Путину с просьбой «изгнать торгашей» из МХАТа Архивная копия от 9 июля 2021 на Wayback Machine // Накануне, 30.06.2021
27. ↑  Во МХАТе прокомментировали письмо Дорониной к Путину Архивная копия от 2 июля 2021 на Wayback Machine // РИА Новости, 02.07.2021
28. ↑  Алина Назарова. Кремле прокомментировали письмо Дорониной с просьбой уволить худрука МХАТа В Кремле прокомментировали письмо Дорониной с просьбой уволить худрука МХАТа (июль 2021). Дата обращения: 17 июля 2022. Архивировано 5 ноября 2021 года.
29. ↑  Открытое письмо президенту МХАТ им. М. Горького. Веб-сайт МХАТ им. Горького (3 июля 2021). Дата обращения: 28 октября 2021. Архивировано 28 октября 2021 года.
30. ↑  МХАТ прокомментировал письмо Дорониной Путину с просьбой уволить худрука. Коммерсант (7 июля 2021). Дата обращения: 7 июля 2021. Архивировано 9 июля 2021 года.
31. ↑  Пресс-секретарь МХАТ имени Горького Мусина-Пушкина назвала письмо Татьяны Дорониной к Путину результатом «манипуляций» (2 июля 2021). Дата обращения: 7 июля 2021. Архивировано 7 июля 2021 года.
32. ↑  Анастасия Лотарева при участии Павла Аксенова. «Энергичные молодые люди»: как одни патриоты отняли у других МХАТ имени М. Горького. BBC (30 сентября 2021). Дата обращения: 30 сентября 2021. Архивировано 30 сентября 2021 года.
33. ↑  В двух крупнейших федеральных театрах произошли изменения в руководстве. Новости Министерства. Минкультуры России (27 октября 2021). Дата обращения: 28 октября 2021. Архивировано 28 октября 2021 года.
34. ↑  Эдуард Бояков уволился из МХАТа по собственному желанию после скандала с Бузовой
35. ↑  МХАТ имени М. Горького приступил к работе над спектаклем «Последний срок» по повести В. Г. Распутина. Дата обращения: 10 февраля 2019. Архивировано 12 февраля 2019 года.
36. 1 2  МХАТ имени М. Горького поставит спектакль про расстрел семьи Романовых Архивная копия от 8 июня 2019 на Wayback Machine // ТАСС, 7 июня 2019
37. ↑  Новое руководство МХАТ имени М. Горького рассказало о планах Архивная копия от 17 января 2019 на Wayback Machine // ТАСС, 16 января 2019
38. ↑  Репертуар театра (недоступная ссылка — история). Официальный сайт Московского художественного академического театра имени М. Горького. Дата обращения: 23 октября 2017.
39. ↑  МХАТ своего дела: какие спектакли исчезнут из репертуара Архивная копия от 14 ноября 2021 на Wayback Machine // «Известия», 9 ноября 2021
40. 1 2 3 4  Труппа театра. Официальный сайт Московского художественного академического театра имени М. Горького. Дата обращения: 23 октября 2017. Архивировано 22 октября 2017 года.
41. ↑  Заявление руководителей творческих и производственных подразделений МХАТ имени М. Горького Архивная копия от 24 ноября 2019 на Wayback Machine // Официальный сайт Московского художественного академического театра имени М. Горького
42. ↑  ТАСС: Обладательница «Ники» Надежда Маркина стала актрисой МХАТ имени М. Горького Архивная копия от 17 марта 2019 на Wayback Machine // Официальный сайт Московского художественного академического театра имени М. Горького